# Intel Developer Forum

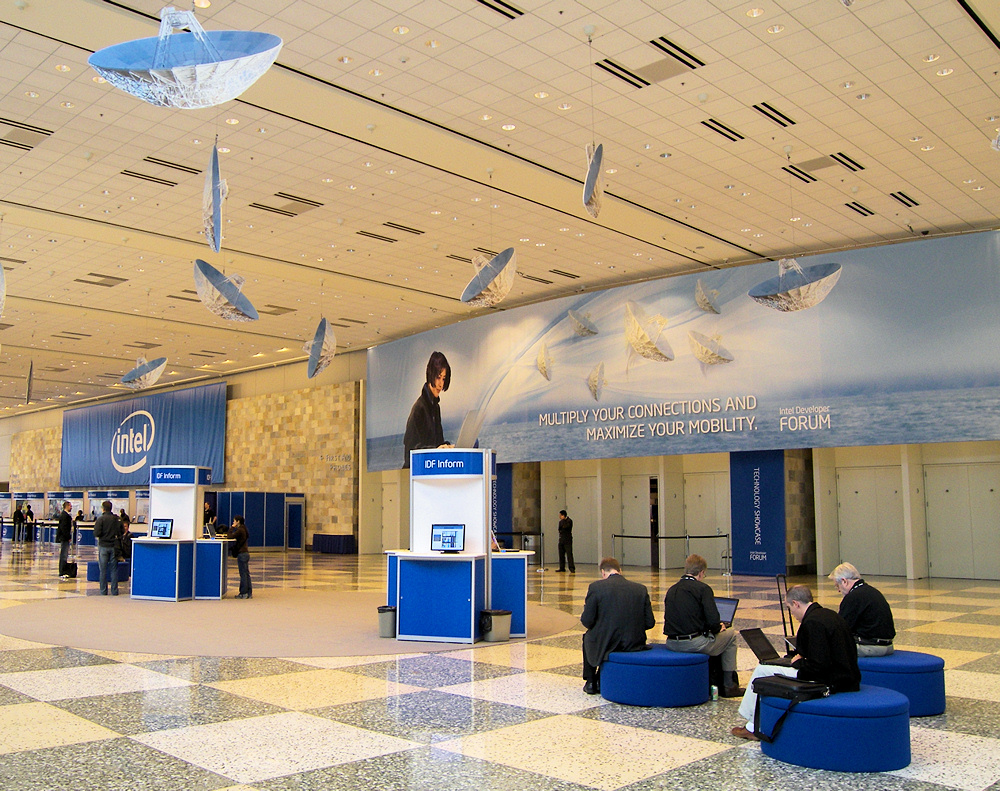
O Intel Developer Forum do outono de 2007 em San Francisco.

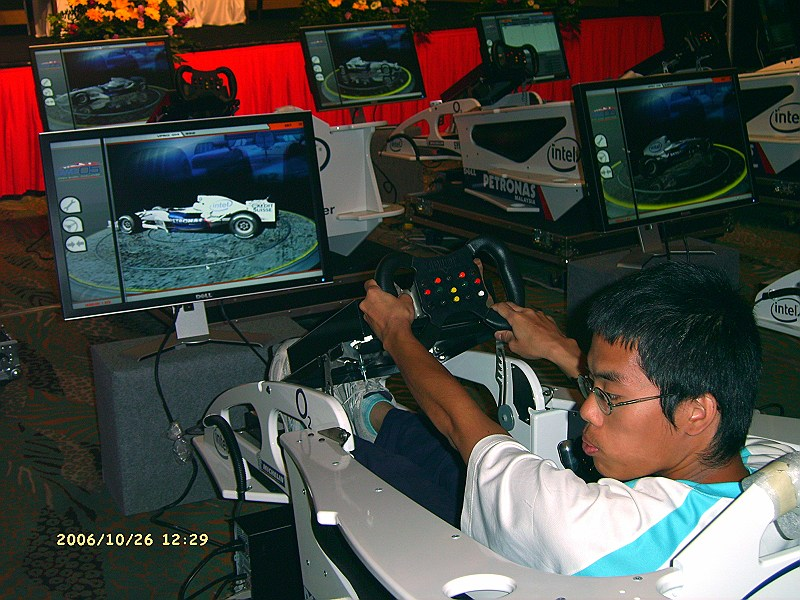
Edição de outubro do Intel Developer Forum

Intel Developer Forum ou (IDF), foi uma reunião semestral de tecnólogos para discutir os produtos Intel e produtos baseados em produtos Intel. O primeiro IDF foi realizado em 1997.
Para enfatizar a importância da China, a IDF da primavera de 2007 foi realizada em Pequim em vez de São Francisco, e São Francisco e Taipei compartilharam o evento de outono da IDF em setembro e outubro, respectivamente. Três shows da IDF foram programados em 2008; com a data do IDF São Francisco mudando notavelmente para agosto, em vez de setembro. Nos anos anteriores, os eventos foram realizados nas principais cidades do mundo, como São Francisco, Mumbai, Bangalor, Moscou, Cairo, São Paulo, Amesterdão, Munique e Tóquio.
Em 17 de abril de 2017, a Intel anunciou que não hospedaria mais o IDF. Como resultado desse anúncio, o IDF17, programado para agosto em São Francisco, foi cancelado.

## Eventos de 2007
- 17 a 18 de abril de 2007 - Pequim, China
- 18 a 20 de setembro de 2007 - São Francisco, Estados Unidos
- 15 a 16 de outubro de 2007 - Taipei, Taiwan

## Eventos de 2008
- 2 a 3 de abril de 2008 - Xangai, China
- 19 a 21 de agosto de 2008 - São Francisco, Estados Unidos
- 20 a 21 de outubro de 2008 - Taipei, Taiwan

## Eventos de 2009
- 8 a 9 de abril de 2009 - Pequim, China
- 22 a 24 de setembro de 2009 - São Francisco, Estados Unidos
- 16 a 17 de novembro de 2009 - Taipei, Taiwan

## Eventos de 2010
- 13 a 14 de abril de 2010 - Pequim, China
- 13 a 15 de setembro de 2010 - São Francisco, Estados Unidos

## Eventos de 2011
- 12 a 13 de abril de 2011 - Pequim, China
- 13 a 15 de setembro de 2011 - São Francisco, Estados Unidos

## Eventos de 2012
- 11 a 12 de abril de 2012 - Pequim, China
- 15 de maio de 2012 - São Paulo, Brasil
- 11 a 13 de setembro de 2012 - São Francisco, Estados Unidos

## Eventos de 2013
- 10 a 11 de abril de 2013 - Pequim, China
- 10 a 12 de setembro de 2013 - São Francisco, Estados Unidos

## Eventos de 2014
- 8 a 10 de março de 2014 - Shenzhen, China
- 9 a 11 de setembro de 2014 - São Francisco, Estados Unidos

## Eventos de 2015
- 7 a 10 de abril de 2015 - Shenzhen, China
- 18 a 20 de agosto de 2015 - São Francisco, Estados Unidos

## Eventos de 2016
- 13 a 14 de abril de 2016 - Shenzhen, China
- 16 a 18 de agosto de 2016 - São Francisco, Estados Unidos

## Eventos de 2017
A Intel anunciou originalmente que em 2017, nenhum evento seria realizado na China e que o evento de São Francisco apresentaria um novo formato.
No dia 17 de abril, o evento foi cancelado com a aposentadoria de todo o programa.

## Ligações Externas
- Intel Developer Forum